# 哈舒里市鎮

41°59′23″N 43°35′24″E / 41.9897°N 43.5900°E
哈舒里市鎮，是格魯吉亚中部内卡尔特利大区的市镇，行政中心为哈舒里。市镇面積为585平方公里，2014年人口数量为52,603人，人口密度每平方公里90人。